# Ігнатенко Олександр Степанович (банкір)
Олександр Степанович Ігнатенко (18 липня 1977) — український банкір, ексзаступник голови правління «Укргазбанку», член правління «Укрексімбанку», фігурант скандалу з побиттям знімальної групи програми журналістських розслідувань «Схеми» та розслідування НАБУ у справі Укргазбанк, відповідальний за проведення багатомільярдних корупційних платежів на закупку зброї за кордоном.

## Біографія
У 1999 році закінчив Інститут міжнародних відносин Київського університету ім. Т. Шевченка за кваліфікацією спеціаліста міжнародних економічних відносин та перекладача з англійської мови.
Почав працювати у банківській сфері, банк Креді Агріколь, з квітня 2009 року. З квітня 2013 до червня 2014 років обіймав посаду директора центру «Укрсиббанку» по роботі з великими клієнтами агропромислового комплексу, з 2015 року — заступник, потім директор департаменту «Укргазбанку». У липні 2017 року став заступником голови правління «Укргазбанку».
Від 30 березня 2020 року був членом правління «Укрексімбанку», звідки звільнився 16 серпня 2023 року за власним бажанням.
Ексредактор «Економічної правди» Сергій Лямець заявив, що «Укргазбанку» Ігнатенка влаштував Михайло Бейлін, за допомогою тодішнього голови Адміністрації президента Бориса Ложкіна.

## Напад на знімальну групу «Схем»
У жовтні 2021 року на знімальну групу проєкту «Схеми», під час інтерв'ю з головою «Укрексімбанку» Євгеном Мецгером, вчинено напад. Питання журналіста про кредит у розмірі 60 млн доларів бізнесмену Сергію Брюховецькому, який має бізнес у «ДНР», обурило Мецгера і він наказав начальнику служби безпеки банку Ігорю Тельбізову вилучити камеру та стерти запис інтерв’ю. Відповідальним за видачу цього кредиту був Олександр Ігнатенко. Розслідування журналістів вказує на те, що Сергій Брюховецький може бути підставним фігурантом, а справжнім бенефіціаром кредиту на $60 млн для придбання ТЦ Sky Mall, за видачу якого відповідав Олександр Ігнатенко, був один із найвпливовіших лідерів кримінального світу Одеси Володимир Галантерник. Він став відомим у 1990-ті роки минулого століття, коли входив до кримінального угруповання Олександра Ангерта, більше відомого під прізвиськом «Ангел».
Після службового розслідування Тельбізову дозволили повернутися до роботи, а Ігнатенко організував овації під час зустрічі начальника служби безпеки співробітниками банку.

## Розслідування у справі «Укргазбанку»
У жовтні 2022 року слідчі органи України повідомили про викриття протиправної діяльності керівництва «Укргазбанку», що належав державі. Тоді ж висунуто підозри головним фігурантам, серед яких ексголова Кирило Шевченко та колишній член правління банку Олександр Ігнатенко, яких звинуватили в укладанні фіктивних договорів з нібито агентами банку. Загалом за 2014—2020 роки банку нанесено збитків на суму 206 млн гривень. 31 жовтня 202 року суд обрав Ігнатенку запобіжний захід у вигляді застави 40 млн грн. Також підозрюваний повинен з'являтися органів слідства та суду за першою вимогою, повідомляти про зміну місця проживання та роботи, не спілкуватися з іншими підозрюваними та свідками, здати закордонний паспорт.
У листопаді 2023 року Вищим антикорупційним судом затверджено угоду про визнання винуватості Олександром Ігнатенком, який погодився на обвинувачення у службовому недбальстві, за що покараний штрафом 51 тис. гривень.
Журналісти припускали, що справа була відкрита з метою політичного тиску на ексголову НБУ Кирила Шевченка, який перебував у тривалому конфлікті з Офісом президента. Як повідомляли ЗМІ, для тиску на Ігнатенка використовували декілька епізодів його біографії:
- Справа кримінальника Галантерника, який завдяки виданому кредиту Укрексімбанку, видачею якого займався Олександр Ігнатенко, легалізував кошти від незаконних операцій із земельними ділянками в Одесі.
- Придбання автомобіля Bentley Continental GT, вартість якого не відповідала офіційним доходам Ігнатенка.
- Зв’язки з іще одним підслідним НАБУ – одіозним ресторатором Михайлом Бейліним. Останній фігурував у скандалах із захопленням земельних ділянок, рейдерством, видачею «зарплати в конвертах» від Адміністрації президента чиновникам уряду.
- Проведення платежів сумнівним контрагентам на закупку зброї для ЗСУ за кордоном – зокрема, справа НАБУ щодо діяльності польської компанії "Alfa Sp zo.o", яка вивела з України мільярди гривень[2].

## Корупційні контракти на закупівлю зброї за кордоном
Через Укрексімбанк проводилися оборонні контракти, а особою, яка безпосередньо відповідала за укладання цих контрактів, був тодішній член правління Олександр Ігнатенко. Згідно з банківськими стандартами, валютний контроль банку і фінансовий моніторинг не тільки вивчають самі контракти із закордонними контрагентами, але й перевіряють за кількома критеріями, зокрема, "ділова ціль" та "економічна доцільність". Втім, такої перевірки в Укрексімбанку проведено не було, зокрема щодо польської компанії "Alfa Sp z o.o", яка прострочила постачання зброї до України на суму майже €96 млн. Польська Alfa займається неспеціалізованою гуртовою торгівлею, не оприлюднює податкової звітності й навіть фігурувала у кримінальному провадженні за фактом постачання неякісної амуніції. Але це не завадило проведенню відповідних платежів Укрексімбанком. Попри ознаки складу злочину з боку банкіра, Олександр Ігнатенко досі не допитаний у цій справі.

## Доля у стивідорному бізнесі
Більшу частину суми, яку суд визначив заставою за заарештованого Ігнатенко у справі Укргазбанку, за нього сплатило ТОВ «Флайбрідж», яке є структурною компанією групи «Орексім», що належить колишньому депутату від БПП Борису Козиру та Юрію Буднику. Олександр Ігнатенко володіє 12% ТОВ «Стивідорна інвестиційна компанія», яка входить до структури групи компаній «Орексім». У 2018 році СБУ розслідувала справу зловживання посадовими особами Укргазбанку (в тому числі Ігнатенком, який на той момент обіймав посаду директора департаменту корпоративного банкінгу) при видачі кредитів комерційним структурам, зокрема ТОВ «Стивідорна інвестиційна компанія». Фактично отримання державним банкіром Ігнатенком частки цієї компанії свідчить про його корисливі мотиви при ухваленні рішення про видачу банком кредиту цій компанії.
Ще одним епізодом співпраці Ігнатенка та групи «Орексім» є угода з продажу портової перевалки зерна "Миколаївського комбінату хлібопродуктів". Група «Орексім» залучала кредит від Чорноморського банку торгівлі та розвитку в розмірі 31 млн євро на будівництво зернового термінала. При продажу корейським інвесторам цього активу за 36 млн доларів відбулось погашення згаданого кредиту в Чорноморському банку, з яким Укргазбанк мав спільні програми співпраці.  Посада Олександра Ігнатенка спочатку в Укргазбанку, а потім в «Укрексімбанку» давала йому можливість всіляко сприяти поєднанню контактів з Чорноморським банком та корейським Ексімбанком для пошуку потенційних покупців активу, залучення фінансової установи для оплати угоди, погодження деталей між банками та безпосередньої участі Укрексімбанку в угоді в інтересах «Орексіму», співвласником якого надалі стане Ігнатенко.